# Campionato asiatico femminile di pallacanestro 1965
Il Campionato asiatico di pallacanestro femminile 1965 o Asian Basketball Conference Championship for Women 1965 si tennero a Seul, in Corea del Sud.
I Campionati asiatici femminili di pallacanestro sono una manifestazione biennale tra le squadre nazionali, organizzata dalla FIBA Asia. Vincitore della manifestazione fu la squadra della Corea del Sud.

## Risultati
| Squadra       | Partite disputate | Vinte | Perse | Punti fatti | Punti subiti | Differenza | Punti |
| ------------- | ----------------- | ----- | ----- | ----------- | ------------ | ---------- | ----- |
| Corea del Sud | 8                 | 8     | 0     | 754         | 401          | +353       | 16    |
| Giappone      | 8                 | 6     | 2     | 710         | 379          | +331       | 14    |
| Taipei cinese | 8                 | 4     | 4     | 531         | 532          | −1         | 12    |
| Filippine     | 8                 | 2     | 6     | 303         | 631          | −328       | 10    |
| Malaysia      | 8                 | 0     | 8     | 364         | 719          | −355       | 8     |

## Classifica finale
| Rank    | Team          | Record |
| ------- | ------------- | ------ |
| Oro     | Corea del Sud | 8-0    |
| Argento | Giappone      | 6-2    |
| Bronzo  | Taipei cinese | 4-4    |
| 4       | Filippine     | 2-6    |
| 5       | Malaysia      | 0-8    |

## Campione d'Asia
| Campione d'Asia | Campione d'Asia | Campione d'Asia | Campione d'Asia |
| --------------- | --------------- | --------------- | --------------- |
| Corea del Sud   |                 |                 |                 |